# Blacus ungularis
Blacus ungularis är en stekelart som beskrevs av Van Achterberg 1988. Blacus ungularis ingår i släktet Blacus och familjen bracksteklar. Inga underarter finns listade.